# Unione Calcio Latina 1969-1970
Questa pagina raccoglie le informazioni riguardanti l'Unione Calcio Latina nelle competizioni ufficiali della stagione 1969-1970.

## Rosa
| N. |                   | Ruolo | Calciatore          |  |
| -- | ----------------- | ----- | ------------------- |  |
|    | Italia (bandiera) | C     | Isidoro Artico      |  |
|    | Italia (bandiera) |       | Benecchi            |  |
|    | Italia (bandiera) | D     | Bertini             |  |
|    | Italia (bandiera) | C     | Federico Caputi     |  |
|    | Italia (bandiera) | A     | Vittorio Crociara   |  |
|    | Italia (bandiera) | A     | Carlo Di Cristofaro |  |
|    | Italia (bandiera) |       | Donelli             |  |
|    | Italia (bandiera) | A     | Igino Gasparini     |  |
|    | Italia (bandiera) | D     | Gerli               |  |
|    | Italia (bandiera) |       | Enzo Guarniero      |  |

| N. |                   | Ruolo | Calciatore         |
| -- | ----------------- | ----- | ------------------ |
|    | Italia (bandiera) | D     | Aldo Lucci         |
|    | Italia (bandiera) | D     | Marchionni         |
|    | Italia (bandiera) | A     | Marra              |
|    | Italia (bandiera) | A     | Melloni            |
|    | Italia (bandiera) | D     | Mimmo Mommi        |
|    | Italia (bandiera) |       | Plebani            |
|    | Italia (bandiera) | D     | Alberto Pizzi      |
|    | Italia (bandiera) | D     | Rinaldi            |
|    | Italia (bandiera) | D     | Scotto             |
|    | Italia (bandiera) | A     | Giovanni Tarantini |